# حاجز أمواج

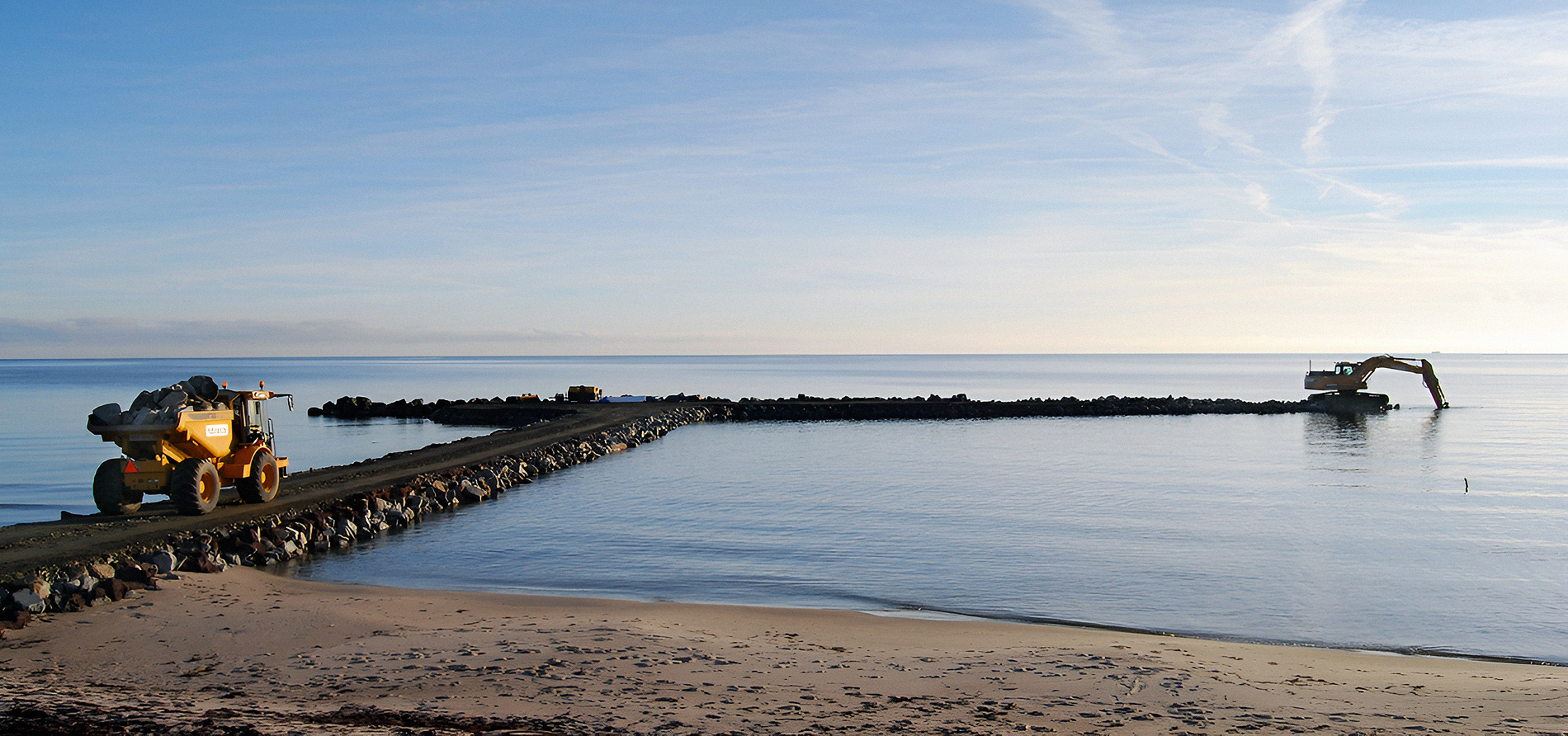
إنشاء حاجز ترابي لصد الأمواج في جنوب السويد.

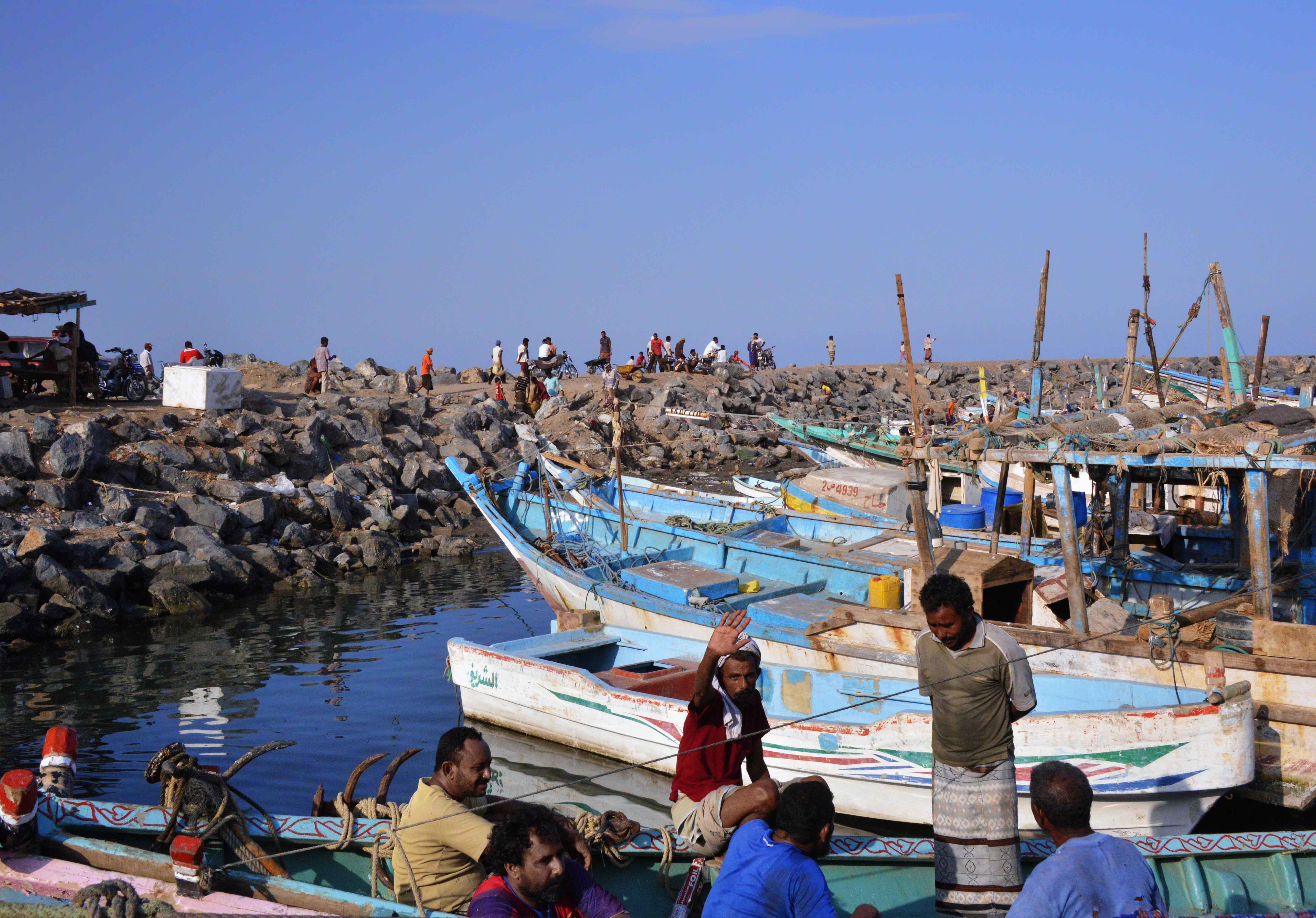
كاسر أمواج من الصخور يستعمله الصيادون في اليمن

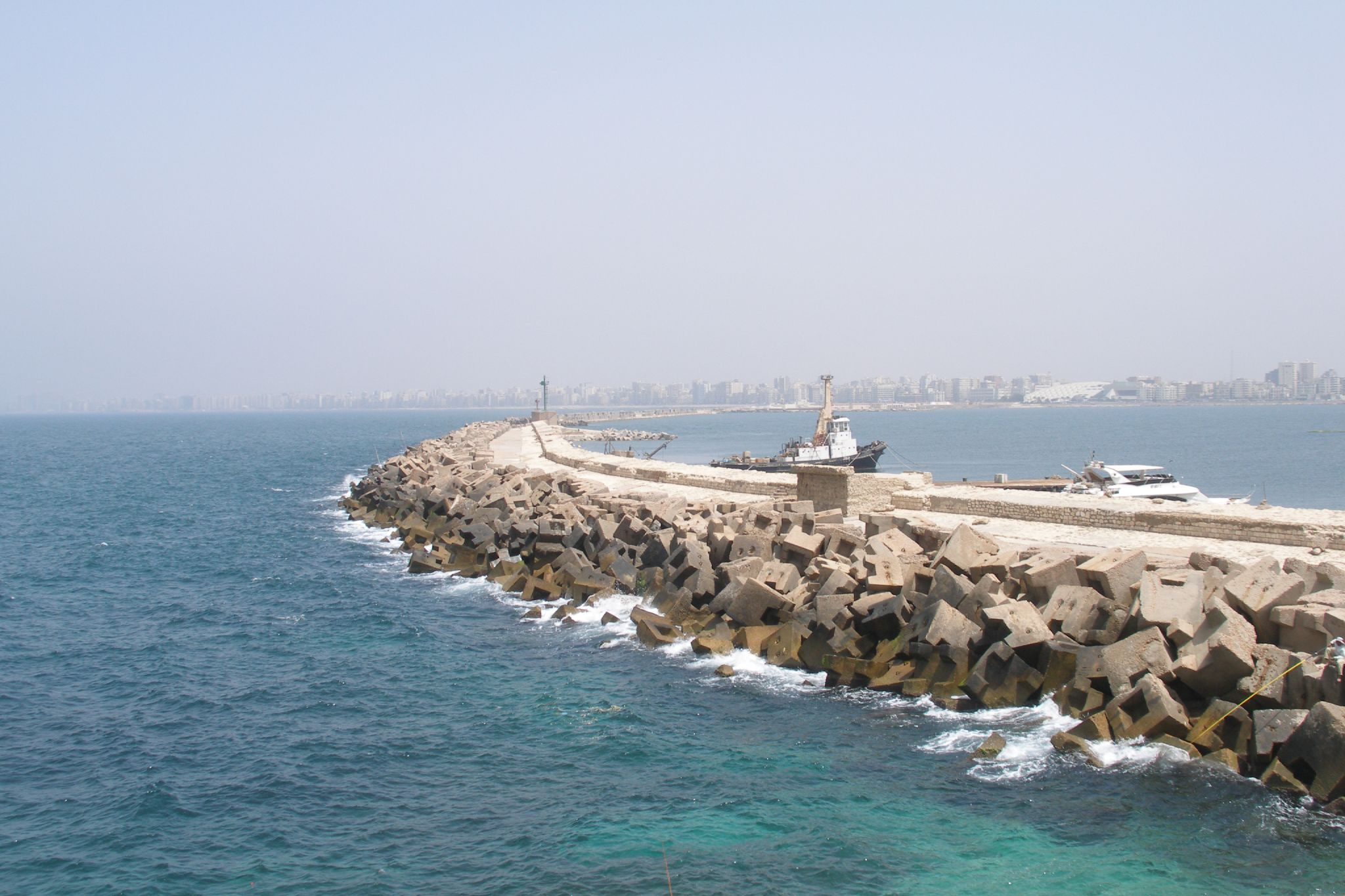
كتل من القوالب الخرسانية لكسر الأمواج تحمي الميناء الشرقي (الإسكندرية)

حاجز الأمواج حاجز الموج أو كاسر الموج أو حائل الأمواج أو المَرْطَمْ من أنواع الألسنة الممتدة في الجسم المائي، غالبا البحر، قد يكون طبيعيا أو اصطناعيا، يحمي ميناء أو شاطئ أو ساحل معرض للتآكل وتظهر أهميته خصوصا عند الأحوال الجوية الرديئة.

## الاستخدام
تخفف حواجز الأمواج شدة حركة الأمواج في المياه القريبة من الشاطئ وبذلك تؤمن مأوى آمن. يمكن أن تكون حواجز الأمواج أيضًا منشآت صغيرة مصممة لحماية شاطئ ذو انحدار معتدل لتخفيف التآكل الساحلي؛ توضع على بعد 30 – 90 متر من الشاطئ في مياه ضحلة نسبيًا.
لا يكون المرسى آمنًا إلا إذا كانت السفن التي ترسو فيه محمية من حركة الأمواج الشديدة، وذلك من خلال منشإ كبير معين يمكن أن تحتمي خلفه. تتشكل المرافئ الطبيعية من حواجز كالرؤوس أو الشعاب البحرية. يمكن تشكيل المرافئ الصنعية بمساعدة حواجز الأمواج. تطفو المرافئ المتحركة، كميناء مالبوري الذي استُخدم في يوم إنزال النورماندي (اليوم – دي)، في مكانها وتعمل كحاجز أمواج. حُسنّت بعض المرافئ الطبيعية أو وُسّعت، كما في بليموث ساوند ومرفأ بورتلاند وشيربور، بواسطة حاجز أمواج مصنوع من الحجارة.

## الأنواع
يُصمَّم هيكل حاجز الأمواج لامتصاص طاقة الأمواج التي تصطدم به، إما من خلال استخدام كتلة (كالقيسونات)، أو من خلال استخدام منحدر مكون من طبقة حماية (كمجموعة دروع صخرية أو خرسانية).
في هندسة الشواطئ، طبقة الحماية هي هيكل مربوط بالبر بينما حاجز الأمواج هو منشأ مربوط بالبحر (أي المياه على كلا جانبيه).

### الركام
يستخدم حاجز الأمواج ذو كومة الركام فجوات إنشائية لتبديد طاقة الموجة. يتكون حاجز الأمواج الركامي من كومة من الحجارة مرتبة تقريبًا وفق وزنها النوعي: حجارة أصغر في المركز وحجارة أكبر كطبقة درع تحمي المركز من هجمة الموجة. تمتص مجموعة الدروع الصخرية أو الخرسانية المتوضعة على السطح الخارجي للهيكل معظم الطاقة، بينما تمنع الحصى أو الرمال استمرار نفاذ طاقة الموجة إلى نواة (أو مركز) حاجز الأمواج. تكون ميول طبقة الحماية بشكل عام بين 1:1 و1:2، وفقًا للمواد المستخدمة. في المياه الضحلة، عادةً ما تكون حواجز الأمواج الركامية غير مكلفة نسبيًا. مع ازدياد عمق المياه، تتزايد متطلبات المواد – وبالتالي التكاليف- بشكل كبير.

### القيسون

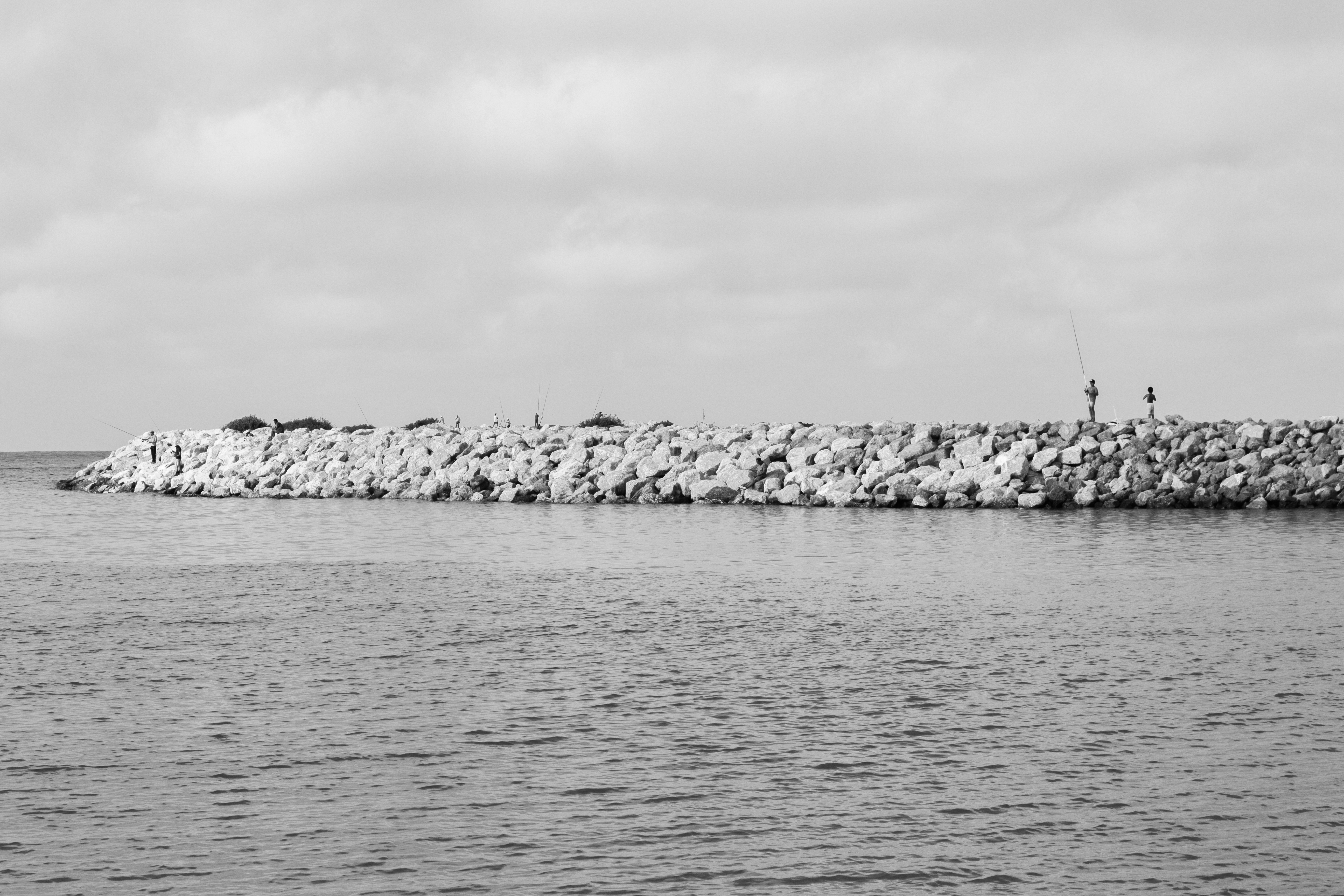
حاجز أمواج من مصب واد بوزنيقة

تمتلك حواجز الأمواج القيسونية جوانب رأسية وتُنصب عادةً في المكان المرغوب به لإرساء سفينة أو أكثر وذلك في الطرف الداخلي لحاجز الأمواج. تُستخدم كتلة القيسون وما بداخله لمقاومة القوى القالبة المُطبقة من قِبل الأمواج التي ترتطم به. تشييده مكلف نسبيًا في المياه الضحلة، لكنه يقدم في مواقع أعمق توفيرًا كبيرًا بالمقارنة مع حواجز الأمواج الركامية ذات طبقة الحماية.
توضع كتلة ركام إضافية أحيانًا أمام الهيكل الرأسي في سبيل امتصاص طاقة الأمواج وهكذا يقل أثر ارتداد الموجة وضغطها الأفقي على الجدار الرأسي. يؤمن هكذا تصميم حماية إضافية من جهة البحر ورصيف بحري في الطرف الداخلي لحاجز الأمواج، لكن يمكنه أن يزيد من اعتلاء الموجة.

### قيسون ماص للأمواج
هناك مفهوم مشابه لسابقه لكنه أكثر تعقيدًا وهو القيسون الماص للأمواج، وهو يتضمن أنواع تثقيب مختلفة في الجدار الأمامي.
استُخدمت هكذا هياكل بنجاح في الصناعة النفطية البحرية، لكن أيضًا في المشاريع الساحلية التي تتطلب هياكل ذات قمة منخفضة، كالكورنيش في المدن حيث يُعد منظر البحر مبدأ مهم مثلما هو الحال في بيروت وموناكو. في موناكو، هناك مشروع قيد التنفيذ حاليًا في أُنس دو بورتيي يتضمن 18 قيسون ماص للأمواج بارتفاع 27 متر.